# 178
178（一百七十八）是177與179之間的自然數。它是两个质数（2和89）的乘积，在二进制表示中它的1和0的数目相等。178还是一个多邊形數。
- 合數，正因數有1、2、89和178。
質因數分解為{\displaystyle 2\times 89}。
- 虧數，真因數和為92，虧度為86。
- 不尋常數，大於平方根的質因數為89。
- 第58個半質數。前一個為177、下一個為183。
- 無平方數因數的數。
- 第83個十进制的等數位數。前一個為177、下一個為179。
- 相反數-178為殭屍數，即位數和（首位含負號）的平方與自身的和大於零的負數，即{\displaystyle {{-{178}}+{{\left({{{-{1}}+{7}}+{8}}\right)}^{2}}}=18}。前一個為-179，後一個為-169（OEIS數列A328933）。